# Ley de la controversia de Benford
La ley de la controversia de Benford es una ley sociológica aplicable especialmente
a las discusiones de los foros de Internet, aunque puede aplicarse en general a todo tipo 
de discusiones entre humanos.
En su formulación original, tal y como la enunció el autor de ciencia ficción Gregory Benford
en la novela Cronopaisaje (1980), establece que:

La pasión asociada a una discusión es inversamente proporcional a la cantidad de información real disponible.

Está fuertemente relacionada con el efecto Dunning-Kruger.